# 覃日飞
覃日飞（1945年10月—），男，壮族，广西柳城人，中华人民共和国政治人物，曾任广西壮族自治区人大常委会副主任，广西壮族自治区高级人民法院院长，二级大法官，第十届全国人大代表。